# Operation Dudula
L'Operation Dudula est une organisation nationaliste et xénophobe sud-africaine. 

## Organisation
Elle est née à Soweto, un township de Johannesburg, mais s’est depuis propagée dans d’autres villes du pays. Dudula signifie « forcer » ou « abattre » en isiZulu, et se réfère à l’objectif du mouvement qui est d’expulser les immigrants. Il a été décrit comme une organisation patriotique de justiciers xénophobes,. Bien qu’il ait été accusé de cibler violemment les migrants, le mouvement nie avoir des motifs xénophobes,.

## Ses buts
L'Operation Dudula affirme que ses campagnes visent à lutter contre la criminalité, le manque d’emplois et les services de santé médiocres causés par un « afflux d’immigrants illégaux ». Ils ont fait campagne pour que les petites entreprises n’emploient que des Sud-Africains, et pour que les commerçants immigrés ferment leurs portes et quittent l’Afrique du Sud. Dudula a été accusé d’un certain nombre de faits de violence contre des immigrants africains dans les townships, y compris la fermeture forcée de magasins et des perquisitions illégales de propriétés.
Les autres organisations associées à l'Operation Dudula comprennent :
- South Africa First campaign
- Dudula Movement
- All Truck Drivers Foundation
- MKMVA – des vétérans de l'Umkhonto we Sizwe (association dissoute)

## Origines
L'Operation Dudula est née de l’expérience de Sud-Africains qui étaient exaspérés par le manque de contrôle et d’application des lois sur l’immigration en Afrique du Sud. Le 16 juin 2021, ils ont mené leur première marche à Soweto ciblant les personnes qu’ils soupçonnaient d’être des trafiquants de drogue étrangers, et des entreprises qui employaient des immigrants. La marche a gagné en popularité et, dans les mois qui ont suivi, plusieurs autres groupes anti-immigrants, comme le Mouvement Dudula à Alexandra, ont été créés. En avril 2022, l’opération Dudula s’est étendue à Durban, dans le KwaZulu Natal.
L’Operation Dulula est dirigée par Nhlanhla Dlamini, dit « Lux ». Dlamini s'est fait connaitre pour son rôle dans la défense du centre commercial Moponya contre les pillards lors des troubles de juillet 2021. En mars 2022, Dlamini a été arrêté (puis libéré sous caution), pour avoir orchestré une descente dans la maison de Victor Ramerafe, à Dobsonville, où l’Operation Dudula prétendait que ce membre de l'EFF vendait de la drogue.

## Réponses politiques au mouvement
L’Operation Dudula a été qualifiée d'afrophobique. Les défenseurs des droits des migrants soutiennent que Dudula blâme injustement les étrangers pour les difficultés économiques causées par la profonde inégalité de l’Afrique du Sud et l’échec de la société post-apartheid à étendre la prospérité à la majorité noire. 
Des groupes d’opposition contre l’Operation Dudula ont été formés. Ainsi, Kopanang Africa contre la xénophobie est un groupe établi en opposition à ce mouvement. 
En avril 2022, après d’importantes pressions de la société civile, le président Cyril Ramaphosa a dénoncé le mouvement Dudula comme étant illégal. Bien que Dudula ne soit pas affilié à un parti politique, ses dirigeants ont reçu l’appui public des chefs de l’Alliance Patriotique de Gayton Mackenzie et Kenny Kunene.

## Films dénonçant l'Operation Dudula
- En plein choc, 2022, réalisé par Fabien Martorell avec Langley Kirkwood et Tessa Jubber.